# Vĩnh Trạch Đông
Vĩnh Trạch Đông là một xã cũ thuộc thành phố Bạc Liêu, tỉnh Bạc Liêu, Việt Nam.

## Địa lý
Xã Vĩnh Trạch Đông nằm ở phía đông thành phố Bạc Liêu, có vị trí địa lý:
- Phía đông giáp tỉnh Sóc Trăng
- Phía tây giáp xã Hiệp Thành
- Phía nam giáp Biển Đông
- Phía bắc giáp xã Vĩnh Trạch.

Xã Vĩnh Trạch Đông có diện tích 67,90 km², dân số năm 2022 là 15.907 người, mật độ dân số đạt 234 người/km².

## Hành chính
Xã Vĩnh Trạch Đông được chia thành 6 ấp: Giồng Giữa A, Giồng Giữa B, Biển Đông A, Biển Đông B, Biển Tây A, Biển Tây B.

## Lịch sử
Ngày 25 tháng 8 năm 1999, Chính phủ ban hành Nghị định số 82/1999/NĐ-CP về việc thành lập xã Vĩnh Trạch Đông trên cơ sở 4.656,97 ha diện tích tự nhiên và 9.632 nhân khẩu của xã Thuận Hòa.
Ngày 27 tháng 8 năm 2010, Chính phủ ban hành Nghị quyết số 32/NQ-CP về việc thành lập thành phố Bạc Liêu thuộc tỉnh Bạc Liêu. Xã Vĩnh Trạch Đông trực thuộc thành phố Bạc Liêu.

## Kinh tế - xã hội
Dân cư trong xã là 13.439 người, phần lớn là người Khmer, 11.271 người, người Hoa 2.164 người, các dân tộc khác không đáng kể. Năm 2017, thu nhập bình quân đầu người của xã là 37 triệu đồng/năm.
Nông nghiệp của xã đang diễn ra xu hướng chuyển đổi cây trồng, từ lúa sang trồng cây ăn quả, cũng như chuyển đổi vật nuôi. Đồng thời với việc thúc đẩy nông nghiệp hiệu quả hơn đối mặt với biến đổi khí hậu, là việc kết hợp canh tác với du lịch tham quan vườn. Trên địa bàn xã có diện tích 70 ha (0,7 km²) thì là lấy hạt, tập trung diện tích trồng thì là lớn nhất tỉnh. Xã có diện tích 10 ha trồng ngò rí, với thương hiệu chính thức "Ngò rí Bạc Liêu" nhưng hiện đang bị đe dọa bởi việc trồng ngò lai. Bên cạnh trồng trọt, nuôi gia cầm, do là xã ven biển, một phần lớn kinh tế của người dân là nuôi tôm. Tuy nhiên thường xuyên chịu nhiều khó khăn do thiên tai.
Xã có 33 tuyến lộ giao thông với tổng chiều dài 66,296 km.
Vào tháng 5 năm 2021, UBND tỉnh Bạc Liêu cấp phép cho Công ty Cổ phần Tập đoàn FLC triển khai 3 dự án trên địa bàn xã: nhà ở mật độ cao Hiệp Thành – Vĩnh Trạch Đông, nhà ở kết hợp quảng trường Vĩnh Trạch Đông và nhà ở kết hợp công viên cây xanh Vĩnh Trạch Đông, tổng số vốn đầu tư 5.500 tỷ đồng.

### Mô hình nuôi tôm khép kín
Xã là nơi đầu tiên ở Việt Nam ứng dụng mô hình khép kín trong lĩnh vực nuôi tôm, hay còn gọi là mô hình nuôi tôm trong nhà kính. Cách nuôi này giúp chống lại tình trạng nuôi tôm bị chết do nhiều dịch bệnh. Công ty đầu tiên là Công ty TNHH MTV Hải Nguyên, học hỏi kinh nghiệm từ Tập đoàn C.P của Thái Lan. Tổng diện tích nuôi tôm hiện nay của công ty là 60 ha, trong đó bao gồm diện tích trong 2 nhà kính.

### Nhà máy điện gió lớn nhất Việt Nam
Nhà máy điện gió Bạc Liêu, thường được người dân trong xã gọi là "Cánh đồng điện gió" nằm ở ấp Biển Đông A có công suất 100 MW gồm 62 cột tháp tua pin, từ tháng 6 năm 2013 đến tháng 3 năm 2020 đã đóng góp cho mạng lưới điện quốc gia 1 tỷ kWh. Đây là nhà máy điện gió trên biển đầu tiên của Việt Nam và lớn nhất cả nước, được xây từ năm 2010, hiện vẫn tiếp tục mở rộng, nằm ven biển, cách trung tâm thành phố Bạc Liêu 10 km về hướng đông nam. Mỗi cột tua bin cao 80m, đường kính 4m, nặng trên 200 tấn và được làm từ thép không gỉ.

### Cây xoài di sản 300 năm tuổi
Trong xã có một cây xoài cổ thụ hơn 300 năm tuổi, là cây xoài có tuổi cao nhất đồng bằng sông Cửu Long, đã được xếp vào Danh sách cây di sản Việt Nam. Cây xoài nằm cách trung tâm thành phố Bạc Liêu 7 km, ở ấp Biển Tây B cách chùa Xiêm Cán khoảng 200 m, chiều cao của cây hơn 15m, tàn nhánh rộng 300 m², đường kính 1,92 m và chu vi 6,05 m. Theo tài liệu lịch sử của Trung tâm Văn hóa – Thể thao TP. Bạc Liêu thì cây xoài đã có từ khoảng năm 1680.

### Chùa Xiêm Cán
Chùa Xiêm Cán nằm cách trung tâm thành phố Bạc Liêu 7 km về phía nam, là công trình kiến trúc nổi bật của xã, là nơi tổ chức các lễ hội hàng năm của người Khmer. Chùa xây dựng vào năm 1887 với diện tích ban đầu là 4.500 m², khuôn viên hiện nay là 4 ha, chùa Xiêm Cán là quần thể kiến trúc tôn giáo cổ và lớn bậc nhất khu vực Đồng bằng sông Cửu Long. Chùa là nơi lưu giữ bộ sách Khmer cổ được viết trên lá cây dày đến 70 trang. Tòa chánh điện có chiều cao 36,3 m được xem là cao nhất trong quần thể chùa Khmer Nam Bộ tại Việt Nam.

## Hình ảnh

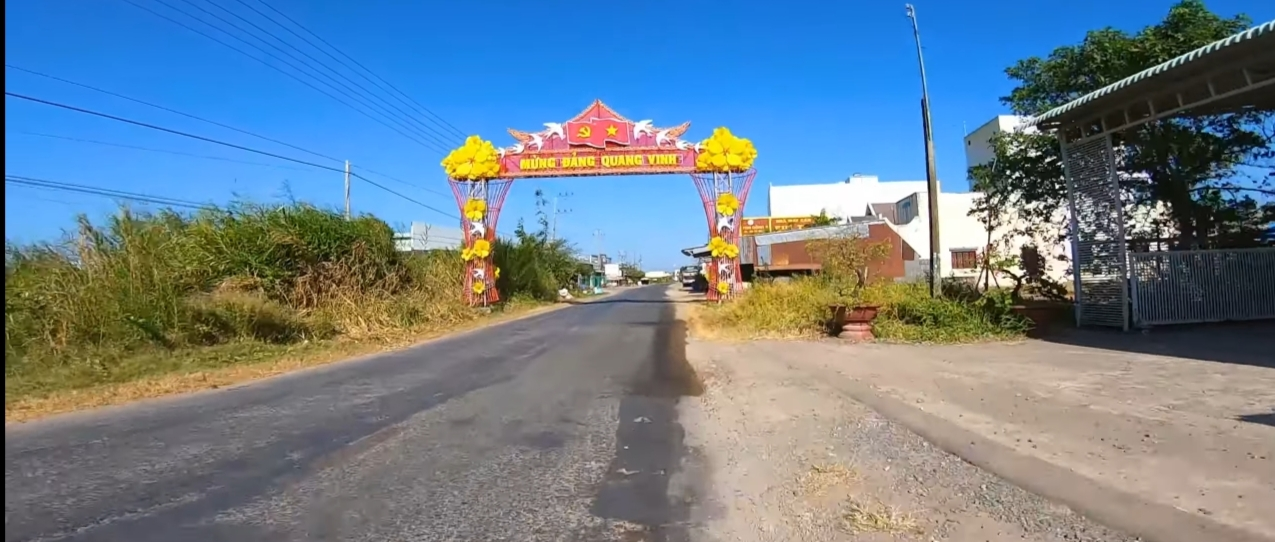
Cổng chào tại Vĩnh Trạch Đông
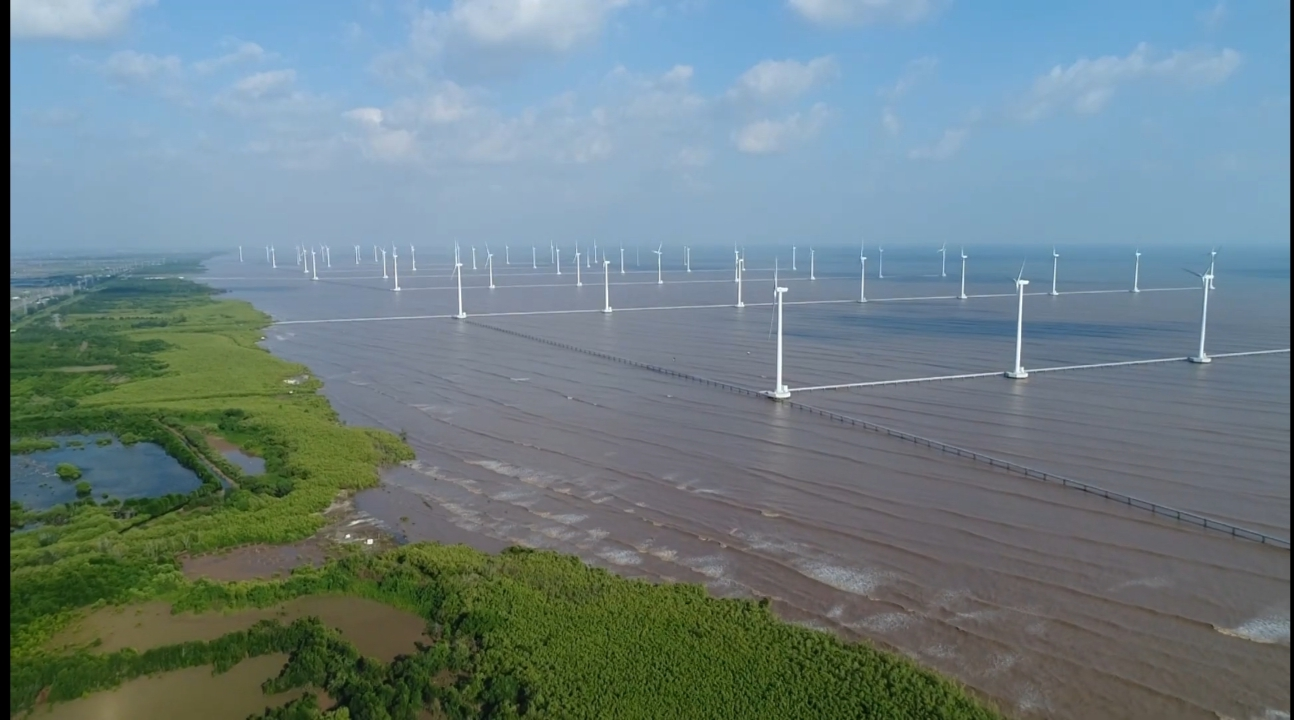
Một góc Điện gió Bạc Liêu